# A Son de Guerra
A Son de Guerra, às vezes referido como Asondeguerra, é o décimo primeiro álbum de estúdio gravado pelo cantor e compositor dominicano Juan Luis Guerra. Foi lançado pela Capitol Latin em 8 de junho de 2010. O álbum contém 11 faixas, e sua estrutura e produção musical são baseadas em ritmos como merengue, bachata, son, salsa, incorporando elementos do jazz, blues, funk, cumbia, rock, reggae, rap, e mambo.
O disco recebeu críticas positivas, ganhando três prêmios Grammy Latino, incluindo Álbum do Ano em 11 de novembro de 2010. Também foi nomeado como Melhor Álbum Tropical Latino no Grammy Awards de 2011. O álbum teve seis singles oficiais: "Bachata en Fukuoka", "Mi Bendicion", "La Guagua", "La Calle", "Lola`s Bambo" e "Apaga y Vamonos". A Son de Guerra estreou em primeiro lugar na parada Tropical Albums da Billboard, permanecendo como o álbum mais vendido por 9 semanas. Recebeu certificado de platina (campo latino) nos Estados Unidos pela Recording Industry Association of America (RIAA) e chegou ao topo das paradas na Espanha e no Uruguai, alcançando o top 10 no Chile, Colômbia, Equador, México, Peru e Venezuela. Para promover o álbum, Guerra embarcou na Turnê Mundial A Son de Guerra.  

## Faixas
Todas as faixas escritas e compostas por Juan Luis Guerra. 
| N.º | Título                             | Duração |  |
| 1.  | "No Aparecen"                      | 3:16    |  |
| 2.  | "La Guagua"                        | 3:23    |  |
| 3.  | "Mi Bendición"                     | 3:08    |  |
| 4.  | "La Calle (Part. Juanes)"          | 3:34    |  |
| 5.  | "Bachata en Fukuoka"               | 3:11    |  |
| 6.  | "Apaga y Vámonos"                  | 3:15    |  |
| 7.  | "Son al Rey"                       | 3:32    |  |
| 8.  | "Cayo Arena"                       | 3:24    |  |
| 9.  | "Arregla los Papeles"              | 3:33    |  |
| 10. | "Lola's Mambo (Part. Chris Botti)" | 3:00    |  |
| 11. | "Caribbean Blues"                  | 3:35    |  |